# 森有一
森 有一（もり ゆういち、1898年4月13日 - 1984年10月30日）は、岐阜県出身の日本画家・俳人。新しき村会員。
1898年（明治31年）4月13日、岐阜県武儀郡南武芸村（現在の関市）に生まれた。南武芸村博愛小学校を卒業後、岐阜商業へ入学。在学中、罹病して県立病院に入院。大正11年、山口卯三郎の長女嘉名江と結婚した後、1926年（大正15年）、名古屋市に移り、靴下製造業を営む。第二次世界大戦で被災し、1945年（昭和20年）に岐阜県武儀郡美濃町（現在の美濃市）に戻った。
若い頃から日本画に親しんでおり、1947年（昭和22年）から武者小路実篤に弟子入り。若くして武者小路実篤の新しき村会員となり、戦後、50歳にして実篤に師事して画筆を執り、異色日本画家としてその名を世に知られた。1958年（昭和33年）には名古屋市で最初の個展を開いた。
また俳人としては種田山頭火と親交があり、自由律俳句をよくした。山頭火は何度も有一宅を訪問。その際、有一宅で詠んだ山頭火の作句
いちぢく若葉となりふたゝび逢へたよろこび　家内むつまじくばらの蕾に傘さしかけてある
1975年（昭和50年）12月には句集『山川句集』（樹下文庫）を発表した。
1984年（昭和59年）10月30日没。美濃市に於いて。享年86。

## 代表作
俳句
- 『リンゴ』1932年（昭和7年）9月
- 『いも』1950年（昭和25年）1月
- 『山川』1971年（昭和46年）6月

随筆
- 『いもごころ』1949年（昭和24年）12月
- 『衣』1950年（昭和25年）1月
- 『線』1950年（昭和25年）2月
- 『坦々とした道路』1950年（昭和25年）8月
- 『雑感』1950年（昭和25年）9月
- 『雑木紅葉』1951年（昭和26年）12月
- 『蓑虫』1952年（昭和27年）6月
- 『妙』1952年（昭和27年）7月
- 『蛙』1952年（昭和27年）10月
- 『古城山』1953年（昭和28年）2月
- 『いも堀』1953年（昭和28年）12月
- 『里芋』1953年（昭和28年）12月
- 『青山』1954年（昭和29年）3月

など。
- 森有一遺句文集『行雲流水』1988年（昭和63年）8月13日発行

## 人柄・賛辞
亀井勝一郎の賛辞

「森有一さんは、美濃の隠者である。目だたないやうに、ひっそりと暮らしながら、地の底でたっぷりと充実してゐるお芋に似た存在だ。それが絵にもそのまま出てゐる。巧みに書こうとするのではなく、人間としての存在が、そのまま色彩と形の世界に、朴訥にあらはれてくるといった風である。底にひそんでいるのは童心である。私は武者小路先生の詩を思ひ出すが、先生の詩の精神を、絵の上で継いだ少数のひとりであらうと思ってゐる。」
師　武者小路実篤からの一文
「森有一君は誠実で自分の性質にぴたりとあった生活をし、行きたい処に行って何処でもよき知己を得ているのは、森君の人徳のおかげと思う。接して善意を感じあざむかれる心配のない事は愉快な事である。その森君の性質が画によく出ている。自分にも他人にも誠実な森君は自然に対しても又誠実で感謝を知っている。ありがたいと言う感じであらゆるものに接して画をかいている。見ていて気持ちがいゝのは当然と思われる。」